# 아래인두수축근
아래인두수축근(inferior pharyngeal constrictor muscle) 또는 하인두수축근(下咽頭收縮筋)은 목의 골격근으로, 바깥쪽에 위치한 세 개의 인두근육 중 가장 두껍다. 반지연골과 방패연골의 측면에서 시작하여 인두솔기에 닿는다. 미주신경(10번 뇌신경)이 형성하는 인두신경얼기의 지배를 받는다. 무언가를 삼키는 동안, 부분적으로는 숨쉬는 중이나 말할 때도 작용한다. 젠커게실이 발생했을 때 영향을 받을 수 있다.

## 구조
아래인두수축근은 두 부분으로 이루어져 있다. 첫 번째 부분은 더 위쪽에 위치하며, 방패연골에서 시작하여 방패인두부분(갑상인두부, thyropharyngeal part)이라고 한다. 두 번째 부분은 반지연골에서 시작하여 반지인두부분(윤상인두부, cricopharyngeal part)이라고 한다.
- 방패인두부분: 방패연골판 측면의 빗선, 빗선 뒤쪽의 표면에서 뒤쪽 경계까지, 그리고 방패연골 아래뿔에서 근육이 시작된다.
- 반지인두부분: 앞쪽에서는 양쪽 반지방패근 사이의 공간에서, 뒤쪽에서는 방패연골 아래뿔이 반지연골에 붙는 관절면에서 근육이 시작된다.

이러한 이는곳에서 출발하여 근섬유는 뒤안쪽으로 뻗어 나가고, 반대편 아래인두수축근과 함께 섬유로 이루어진 인두솔기에 닿는다. 인두솔기는 인두의 뒤쪽 정중선에 위치한다. 방패인두부분은 제2형 근섬유(해당성, 속근섬유)를, 반지인두부분은 제1형 근섬유(산소 대사, 지근섬유)를 주로 사용한다. 근섬유의 종류는 출생 이후 바뀔 수 있다.
아래쪽 섬유는 수평 방향이며 식도의 돌림섬유(circular fiber)로 연속된다. 나머지 섬유는 위로 비스듬하게 올라가 중간인두수축근과 겹친다. 한편 아래인두수축근의 반지인두부분은 위식도조임근(UES)과 같은 근육으로, 식도 입구의 조임근으로 작용한다.

### 신경 분포
아래인두수축근은 인두신경얼기와 되돌이후두신경에서 나온 가지들의 지배를 받는다. 이 신경들은 미주신경에서 나온다. 이러한 신경 분포는 위인두수축근, 중간인두수축근과 비슷하다.
인두의 근육들에 분포하는 감각신경은 미주신경, 혀인두신경, 삼차신경의 가지인 위턱신경 등에서 나온다.

### 변이
아래인두수축근이 인두결절근막의 뒷부분이나 위인두수축근과 합쳐지는 해부학적 변이가 있을 수 있다.

## 기능
아래인두수축근은 인두의 아래쪽 부분을 움직여 다양한 역할을 수행한다.

### 삼키기
음석물 덩어리가 인두로 넘어오면 올림근들이 이완하면서 인두가 내려간다. 아래인두수축근은 다른 인두의 수축근들과 함께 수축하여 음식물 덩어리를 아래쪽의 식도로 보낸다. 음식을 삼키는 동안 인두수축근들이 수축하여 인두의 꿈틀운동을 일으킨다.

### 숨쉬기
아래인두수축근은 숨을 쉬거나 말하는 동안에 부분적으로 사용된다. 특히 수면을 취하는 동안 인두가 열린 채로 있을 수 있게 한다.

## 임상적 중요성

### 젠커게실
근수축이 제대로 협동되지 않는 반지인두연축이나 아래인두수축의 이완이 제대로 일어나지 않게 되는 것이 젠커게실 발생의 주된 요인으로 여겨지고 있다. 젠커게실은 아래인두수축근의 두 힘살(방패인두부분과 반지인두부분) 사이의 작은 공간인 킬리안삼각에서 발생한다. 게실은 점막 일부가 인두의 경계 바깥쪽에 포착되면서 발생한다. 음식이나 다른 물질이 게실에 들어가게 되면서 감염을 유발할 수 있다. 반지인두부분의 운동이 제대로 협동되지 않으면 삼킴장애가 생길 수 있다.
심각한 경우 젠커게실이 역행성 반지인두 기능장애(Retrograde Cricopharyngeus Dysfunction, R-CPD)가 관련되어 나타날 수 있는데, R-CDP는 트림을 할 수 없게 되는 질환이다. 이는 근육이 이완할 수 없게 되는 데에 부분적으로 원인이 있다. 보톡스나 반지인두부분의 절개가 치료 방법이 될 수 있다.

### 방사선 손상
아래인두수축근이 chemotherapy-intensity modulated radiotherapy에 의해 손상될 수 있다. 이로 인해 삼킴장애가 생겨 환자가 무언가를 혼자 삼키지 못하고 경관영양을 계속 이용해야 할 수 있다.

## 추가 이미지

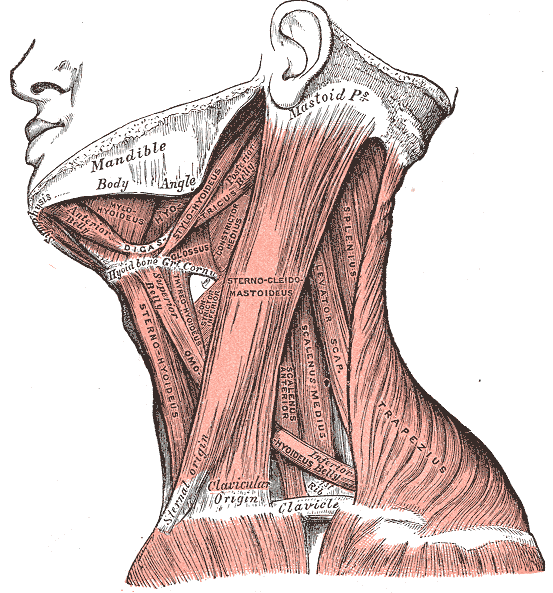
가쪽에서 본 목의 근육들
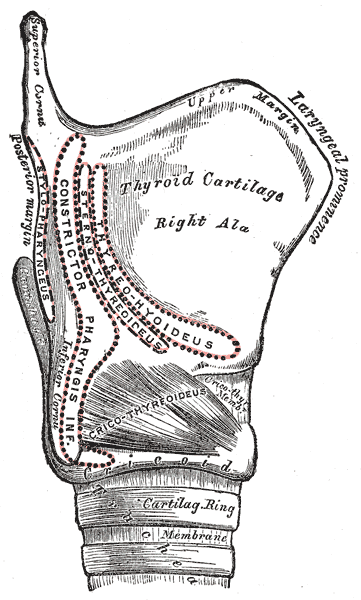
후두를 측면에서 본 모습. 근육들이 붙는 곳이 표시되어 있다.
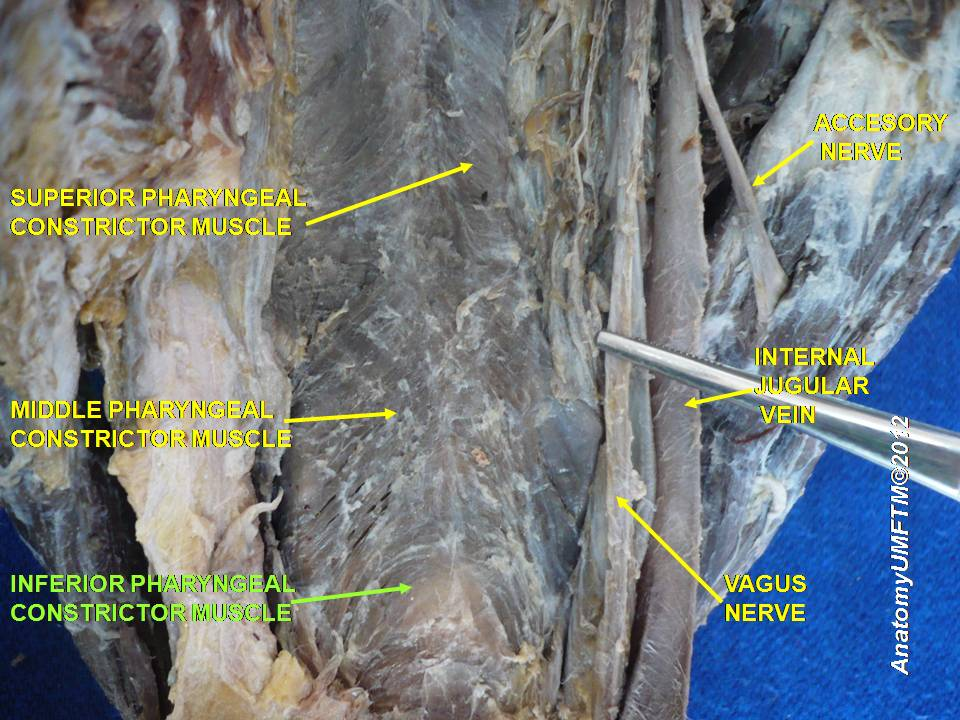
아래인두수축근
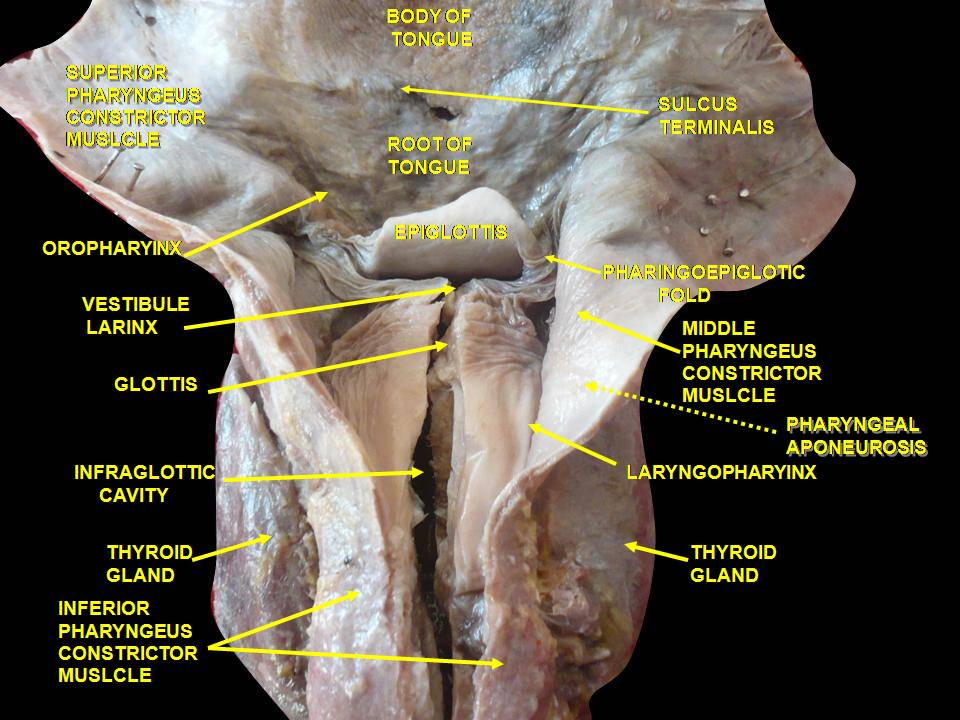
후두, 인두, 혀의 깊은 해부

## 참고 문헌
이 문서는 현재 퍼블릭 도메인에 속하는 그레이 해부학 제20판(1918) page 1142의 내용을 기초로 작성된 글이 포함되어 있습니다.
1. ↑  Origin, insertion and nerve supply of the muscle at Loyola University Chicago Stritch School of Medicine
2. ↑  Hyodo, Masamitsu; Aibara, Ryuichi; Kawakita, Seiji; Yumoto, Eiji (1998년 1월 1일). “Histochemical Study of the Canine Inferior Pharyngeal Constrictor Muscle: Implications for its Function”. 《Acta Oto-Laryngologica》 118 (2): 272–279. doi:10.1080/00016489850155017. ISSN 0001-6489. PMID 9583798.
3. ↑  Masamitsu Hyodo, Eiji Yumoto, Seiji Kawakita, Takahiko Yamagata (1999년 1월 1일). “Postnatal Changes in the Types of Muscle Fibre in the Canine Inferior Pharyngeal Constrictor”. 《Acta Oto-Laryngologica》 119 (7): 843–846. doi:10.1080/00016489950180522. ISSN 0001-6489. PMID 10687945.
4. 1 2 3 4 5 6  Mu, Liancai; Sanders, Ira (2001). “Neuromuscular compartments and fiber-type regionalization in the human inferior pharyngeal constrictor muscle”. 《The Anatomical Record》 (영어) 264 (4): 367–377. doi:10.1002/ar.10020. ISSN 1097-0185. PMID 11745092. S2CID 22153114.
5. 1 2  Bui, Toai; M Das, Joe (2022). 《Anatomy, Head and Neck, Pharyngeal Muscles》. Treasure Island (FL): StatPearls Publishing. PMID 31869118.
6. 1 2  Yamaoka, Minoru; Furusawa, Kiyofumi (May 1997). “Function of the Inferior Pharyngeal Constrictor Muscle”. 《Dysphagia》 (영어) 12 (3): 171. doi:10.1007/BF03500907. ISSN 0179-051X. PMID 9190104. S2CID 44633854.
7. ↑  Sherrey, John H.; Pollard, Marcus J.; Megirian, David (1986년 4월 1일). “Respiratory functions of the inferior pharyngeal constrictor and sternohyoid muscles during sleep”. 《Experimental Neurology》 (영어) 92 (1): 267–277. doi:10.1016/0014-4886(86)90140-8. ISSN 0014-4886. PMID 3956654. S2CID 7751627.
8. ↑  Bastian, Robert W.; Hoesli, Rebecca C. (2020). “Partial Cricopharyngeal Myotomy for Treatment of Retrograde Cricopharyngeal Dysfunction”. 《Oto Open》 4 (2): 2473974X2091764. doi:10.1177/2473974X20917644. PMC 7163242. PMID 32328538.
9. ↑  Bastian, R. W.; Smithson, M. L. (2019). “Inability to Belch and Associated Symptoms Due to Retrograde Cricopharyngeus Dysfunction: Diagnosis and Treatment”. 《Oto Open》 3 (1): 2473974X19834553. doi:10.1177/2473974X19834553. PMC 6572913. PMID 31236539.
10. 1 2  Vlacich, Gregory; Spratt, Daniel E.; Diaz, Roberto; Phillips, John G.; Crass, Jostin; Li, Chung-I; Shyr, Yu; Cmelak, Anthony J. (2014년 3월 1일). “Dose to the inferior pharyngeal constrictor predicts prolonged gastrostomy tube dependence with concurrent intensity-modulated radiation therapy and chemotherapy for locally-advanced head and neck cancer”. 《Radiotherapy and Oncology》 (영어) 110 (3): 435–440. doi:10.1016/j.radonc.2013.12.007. ISSN 0167-8140. PMID 24440043.